# Seven de Hong Kong 2022
El Seven de Hong Kong 2022 fue el primer torneo de la Serie Mundial Masculina de Rugby 7 2022-23. Las tres fechas de disputa son los días 4 a 6 de noviembre de 2022 en la instalaciones del Hong Kong Stadium.

## Formato
Se dividieron en cuatro grupos de cuatro equipos, cada grupo se resolvió con el sistema de todos contra todos a una sola ronda; la victoria otorgó 3 puntos, el empate 2 y la derrota 1 punto.
Los dos equipos con más puntos en cada grupo avanzaron a cuartos de final de la Copa. Los cuatro ganadores avanzan a semifinales de la Copa, y los cuatro perdedores a semifinales por el quinto puesto.
Los dos equipos con menos puntos en cada grupo jugaron la Challenge Trophy, definiendo en la misma el puesto final a ocupar en el torneo y los puntos correspondientes a tal mérito que suman para la tabla anual de la  Serie Mundial Masculina de Rugby 7 2022-23.

## Fase de grupos
|  | Avanzan a cuartos de final. |

### Grupo A
| Pos | Países        | Partidos | Partidos | Partidos | Tantos | Tantos | Tantos | Pts |
| Pos | Países        | G        | E        | P        | PF     | PC     | DP     | Pts |
| --- | ------------- | -------- | -------- | -------- | ------ | ------ | ------ | --- |
| 1   | Samoa         | 3        | 0        | 0        | 77     | 32     | +45    | 9   |
| 2   | Australia     | 2        | 0        | 1        | 84     | 39     | +45    | 7   |
| 3   | Nueva Zelanda | 1        | 0        | 2        | 55     | 62     | -7     | 5   |
| 4   | Hong Kong     | 0        | 0        | 3        | 29     | 112    | -83    | 3   |

| 4 de noviembre | Samoa | 24 - 0 | Nueva Zelanda |  |  |

| 4 de noviembre | Australia | 43 - 0 | Hong Kong |  |  |

| 5 de noviembre | Nueva Zelanda | 38 - 14 | Hong Kong |  |  |

| 5 de noviembre | Australia | 17 - 22 | Samoa |  |  |

| 5 de noviembre | Samoa | 31 - 15 | Hong Kong |  |  |

| 5 de noviembre | Australia | 24 - 17 | Nueva Zelanda |  |  |

### Grupo B
| Pos | Países       | Partidos | Partidos | Partidos | Tantos | Tantos | Tantos | Pts |
| Pos | Países       | G        | E        | P        | PF     | PC     | DP     | Pts |
| --- | ------------ | -------- | -------- | -------- | ------ | ------ | ------ | --- |
| 1   | Francia      | 3        | 0        | 0        | 98     | 22     | +76    | 9   |
| 2   | Sudáfrica    | 1        | 0        | 2        | 48     | 31     | +17    | 5   |
| 3   | Gran Bretaña | 1        | 0        | 2        | 29     | 63     | -34    | 5   |
| 4   | Uruguay      | 1        | 0        | 2        | 24     | 83     | -59    | 5   |

| 4 de noviembre | Sudáfrica | 21 - 0 | Uruguay |  |  |

| 4 de noviembre | Francia | 34 - 0 | Gran Bretaña |  |  |

| 5 de noviembre | Francia | 45 - 5 | Uruguay |  |  |

| 5 de noviembre | Sudáfrica | 10 - 12 | Gran Bretaña |  |  |

| 5 de noviembre | Uruguay | 19 - 17 | Gran Bretaña |  |  |

| 5 de noviembre | Sudáfrica | 19 - 17 | Francia |  |  |

### Grupo C
| Pos | Países         | Partidos | Partidos | Partidos | Tantos | Tantos | Tantos | Pts |
| Pos | Países         | G        | E        | P        | PF     | PC     | DP     | Pts |
| --- | -------------- | -------- | -------- | -------- | ------ | ------ | ------ | --- |
| 1   | Fiyi           | 3        | 0        | 0        | 118    | 33     | +85    | 9   |
| 2   | Estados Unidos | 2        | 0        | 1        | 50     | 60     | -10    | 7   |
| 3   | España         | 1        | 0        | 2        | 68     | 69     | -1     | 5   |
| 4   | Japón          | 0        | 0        | 3        | 53     | 127    | -74    | 3   |

| 4 de noviembre | Estados Unidos | 15 - 14 | España |  |  |

| 4 de noviembre | Fiyi | 59 - 12 | Japón |  |  |

| 5 de noviembre | Estados Unidos | 35 - 22 | Japón |  |  |

| 5 de noviembre | Fiyi | 35 - 21 | España |  |  |

| 5 de noviembre | España | 33 - 19 | Japón |  |  |

| 5 de noviembre | Estados Unidos | 0 - 24 | Fiyi |  |  |

### Grupo D
| Pos | Países    | Partidos | Partidos | Partidos | Tantos | Tantos | Tantos | Pts |
| Pos | Países    | G        | E        | P        | PF     | PC     | DP     | Pts |
| --- | --------- | -------- | -------- | -------- | ------ | ------ | ------ | --- |
| 1   | Irlanda   | 3        | 0        | 0        | 68     | 46     | +22    | 9   |
| 2   | Argentina | 2        | 0        | 1        | 79     | 28     | +51    | 7   |
| 3   | Canadá    | 1        | 0        | 2        | 36     | 69     | -33    | 5   |
| 4   | Kenia     | 0        | 0        | 3        | 33     | 73     | -40    | 3   |

| 4 de noviembre | Irlanda | 28 - 12 | Kenia |  |  |

| 4 de noviembre | Argentina | 36 - 0 | Canadá |  |  |

| 5 de noviembre | Irlanda | 19 - 17 | Canadá |  |  |

| 5 de noviembre | Argentina | 26 - 7 | Kenia |  |  |

| 5 de noviembre | Canadá | 19 - 14 | Kenia |  |  |

| 5 de noviembre | Irlanda | 21 - 17 | Argentina |  |  |

## Fase final

### Definición 13° puesto
|  | Semifinal | Semifinal | Semifinal |       |         | 13° puesto | 13° puesto | 13° puesto |  |
|  |           |           |           |       |         |            |            |            |  |
|  |           |           |           |       |         |            |            |            |  |
|  | Kenia     | Kenia     | 7         |       |         |            |            |            |  |
|  | Kenia     | Kenia     | 7         |       |         |            |            |            |  |
|  | Uruguay   | Uruguay   | 10        |       |         |            |            |            |  |
|  | Uruguay   | Uruguay   | 10        |       | Uruguay | Uruguay    | 33         |            |  |
|  |           |           |           |       | Uruguay | Uruguay    | 33         |            |  |
|  |           |           | Japón     | Japón | 10      |            |            |            |  |
|  | Hong Kong | Hong Kong | Japón     | Japón | 10      | 17         |            |            |  |
|  | Hong Kong | Hong Kong |           |       |         | 17         |            |            |  |
|  | Japón     | Japón     | 24        |       |         |            |            |            |  |
|  | Japón     | Japón     | 24        |       |         |            |            |            |  |
|  |           |           |           |       |         |            |            |            |  |

### Definición 9° puesto
|  | Cuartos de final | Cuartos de final | Cuartos de final |              |               | Semifinales   | Semifinales | Semifinales |  |               | 9° puesto     | 9° puesto | 9° puesto |  |
|  |                  |                  |                  |              |               |               |             |             |  |               |               |           |           |  |
|  |                  |                  |                  |              |               |               |             |             |  |               |               |           |           |  |
|  | Nueva Zelanda    | Nueva Zelanda    | 43               |              |               |               |             |             |  |               |               |           |           |  |
|  | Nueva Zelanda    | Nueva Zelanda    | 43               |              |               |               |             |             |  |               |               |           |           |  |
|  | Kenia            | Kenia            | 0                |              |               |               |             |             |  |               |               |           |           |  |
|  | Kenia            | Kenia            | 0                |              | Nueva Zelanda | Nueva Zelanda | 24          |             |  |               |               |           |           |  |
|  |                  |                  |                  |              | Nueva Zelanda | Nueva Zelanda | 24          |             |  |               |               |           |           |  |
|  |                  |                  | España           | España       | 7             |               |             |             |  |               |               |           |           |  |
|  | España           | España           | España           | España       | 7             | 17            |             |             |  |               |               |           |           |  |
|  | España           | España           |                  |              |               |               |             |             |  |               |               |           |           |  |
|  | Uruguay          | Uruguay          | 14               |              |               |               |             |             |  |               |               |           |           |  |
|  | Uruguay          | Uruguay          | 14               |              |               |               |             |             |  | Nueva Zelanda | Nueva Zelanda | 33        |           |  |
|  |                  |                  |                  |              |               |               |             |             |  | Nueva Zelanda | Nueva Zelanda | 33        |           |  |
|  |                  |                  | Canadá           | Canadá       | 5             |               |             |             |  |               |               |           |           |  |
|  | Canadá           | Canadá           | Canadá           | Canadá       | 5             | 19            |             |             |  |               |               |           |           |  |
|  | Canadá           | Canadá           |                  |              |               |               |             |             |  |               |               |           |           |  |
|  | Hong Kong        | Hong Kong        | 17               |              |               |               |             |             |  |               |               |           |           |  |
|  | Hong Kong        | Hong Kong        | 17               |              | Canadá        | Canadá        | 17          |             |  |               |               |           |           |  |
|  |                  |                  |                  |              | Canadá        | Canadá        | 17          |             |  |               |               |           |           |  |
|  |                  |                  | Gran Bretaña     | Gran Bretaña | 12            |               |             |             |  |               |               |           |           |  |
|  | Gran Bretaña     | Gran Bretaña     | Gran Bretaña     | Gran Bretaña | 12            | 29            |             |             |  |               |               |           |           |  |
|  | Gran Bretaña     | Gran Bretaña     |                  |              |               |               |             |             |  |               |               |           |           |  |
|  | Japón            | Japón            | 0                |              |               |               |             |             |  |               |               |           |           |  |
|  | Japón            | Japón            | 0                |              |               |               |             |             |  |               |               |           |           |  |
|  |                  |                  |                  |              |               |               |             |             |  |               |               |           |           |  |

### Definición 5° puesto
|  | Semifinal      | Semifinal      | Semifinal      |                |           | 5° puesto | 5° puesto | 5° puesto |  |
|  |                |                |                |                |           |           |           |           |  |
|  |                |                |                |                |           |           |           |           |  |
|  | Argentina      | Argentina      | 19             |                |           |           |           |           |  |
|  | Argentina      | Argentina      | 19             |                |           |           |           |           |  |
|  | Sudáfrica      | Sudáfrica      | 12             |                |           |           |           |           |  |
|  | Sudáfrica      | Sudáfrica      | 12             |                | Argentina | Argentina | 36        |           |  |
|  |                |                |                |                | Argentina | Argentina | 36        |           |  |
|  |                |                | Estados Unidos | Estados Unidos | 0         |           |           |           |  |
|  | Irlanda        | Irlanda        | Estados Unidos | Estados Unidos | 0         | 7         |           |           |  |
|  | Irlanda        | Irlanda        |                |                |           | 7         |           |           |  |
|  | Estados Unidos | Estados Unidos | 14             |                |           |           |           |           |  |
|  | Estados Unidos | Estados Unidos | 14             |                |           |           |           |           |  |
|  |                |                |                |                |           |           |           |           |  |

### Copa de oro
|  | Cuartos de final | Cuartos de final | Cuartos de final |           |           | Semifinales | Semifinales | Semifinales |       |              | Copa         | Copa         | Copa |  |
|  |                  |                  |                  |           |           |             |             |             |       |              |              |              |      |  |
|  |                  |                  |                  |           |           |             |             |             |       |              |              |              |      |  |
|  | Samoa            | Samoa            | 19               |           |           |             |             |             |       |              |              |              |      |  |
|  | Samoa            | Samoa            | 19               |           |           |             |             |             |       |              |              |              |      |  |
|  | Argentina        | Argentina        | 14               |           |           |             |             |             |       |              |              |              |      |  |
|  | Argentina        | Argentina        | 14               |           | Samoa     | Samoa       | 7           |             |       |              |              |              |      |  |
|  |                  |                  |                  |           | Samoa     | Samoa       | 7           |             |       |              |              |              |      |  |
|  |                  |                  | Fiyi             | Fiyi      | 19        |             |             |             |       |              |              |              |      |  |
|  | Fiyi             | Fiyi             | Fiyi             | Fiyi      | 19        | 12          |             |             |       |              |              |              |      |  |
|  | Fiyi             | Fiyi             |                  |           |           |             |             |             |       |              |              |              |      |  |
|  | Sudáfrica        | Sudáfrica        | 7                |           |           |             |             |             |       |              |              |              |      |  |
|  | Sudáfrica        | Sudáfrica        | 7                |           |           |             |             |             |       | Fiyi         | Fiyi         | 17           |      |  |
|  |                  |                  |                  |           |           |             |             |             |       | Fiyi         | Fiyi         | 17           |      |  |
|  |                  |                  | Australia        | Australia | 20        |             |             |             |       |              |              |              |      |  |
|  | Irlanda          | Irlanda          | Australia        | Australia | 20        | 19          |             |             |       |              |              |              |      |  |
|  | Irlanda          | Irlanda          |                  |           |           |             |             |             |       |              |              |              |      |  |
|  | Australia        | Australia        | 26               |           |           |             |             |             |       |              |              |              |      |  |
|  | Australia        | Australia        | 26               |           | Australia | Australia   | 10          |             |       | Tercer lugar | Tercer lugar | Tercer lugar |      |  |
|  |                  |                  |                  |           | Australia | Australia   | 10          |             |       | Tercer lugar | Tercer lugar | Tercer lugar |      |  |
|  |                  |                  | Francia          | Francia   | 7         |             |             |             |       |              |              |              |      |  |
|  | Francia          | Francia          | Francia          | Francia   | 7         | 28          |             |             | Samoa | Samoa        | 17           |              |      |  |
|  | Francia          | Francia          |                  |           |           |             |             |             | Samoa | Samoa        | 17           |              |      |  |
|  | Estados Unidos   | Estados Unidos   | 14               |           |           |             |             |             |       |              | Francia      | Francia      | 19   |  |
|  | Estados Unidos   | Estados Unidos   | 14               |           |           |             |             |             |       |              | Francia      | Francia      | 19   |  |
|  |                  |                  |                  |           |           |             |             |             |       |              |              |              |      |  |

| Bandera de Australia   |
| Campeón Australia      |
| 1º título del circuito |